# Голден-Хилл
Голден-Хилл (англ. Golden Hill Paugussett Reservation) — индейская резервация погассеттов, расположенная в штате Коннектикут, США. Она является одной из пяти резерваций штата, но Бюро по делам индейцев отказало в признании племени в 2004 году.

## История
До прибытия первых европейских поселенцев погассетты населяли территорию на западе Коннектикута, к востоку от нижнего течения реки Хусатоник. Они занимались земледелием, охотой и рыболовством. В 1639 году была создана первая резервация для племени, её границы были обозначены несколько расплывчато, за исключением того, что они находятся к западу от Стратфорда и к востоку от Фэрфилда. В 1680 году город Стратфорд бесцеремонно проложил улицу Вашингтон-авеню прямо посередине земель резервации, отделив западную часть и сократив племенные наделы всего до 80 акров. В 1731 году погассетты разделились после смерти своего сахема Конкапотанауха, и многие из них присоединились к махиканам, делаварам и другим племенам. Оставшимся погассеттам были выделены три маленькие резервации: Тёрки-Хилл в Дерби, Корам-Хилл в Хантингтоне (современный город Шелтон) и Голден-Хилл в Бриджпорте. Белые фермеры постепенно вторгались на земли племени, так что к 1760-м годам под контролем индейцев оставалось лишь 8 акров.  Погассетты подали официальную жалобу в Генеральный совет в Хартфорде, но не добились справедливости. В 1841 году в Трамбулле была создана резервация для замены предыдущих, но в 1854 году и она была распродана.
После нескольких лет службы моряком погассетт Уильям Шерман вернулся на землю своих предков в начале 1850-х годов и стал работать в Трамбулле. В течение 25 лет он копил деньги, чтобы купить землю. В 1875 году Шерман приобрёл ¼ акра. Через 11 лет он передал право собственности на эту землю попечителю племени. В том же году эта земля была принята штатом Коннектикут в качестве официальной резервации погассеттов.
Погассетты получили гранты на покупку земли около города Колчестер в 1978 и 1980 годах. Этой земле законодательное собрание штата Коннектикут предоставило официальный статус резервации в 1981 году.

## География
Резервация состоит из двух участков: один находится на территории города Трамбулл в округе Фэрфилд; второй располагается в северо-западной части округа Нью-Лондон близ города Колчестер. Общая площадь Голден-Хилл составляет 0,399 км². Административным центром резервации является город Трамбулл.

## Демография
В 1990 году в резервации проживало 2 члена племени.
По данным федеральной переписи населения 2010 года, в резервации проживало 4 человека, а общая численность племени составляла 147 человек. Согласно федеральной переписи населения 2020 года в резервации проживало 4 человека, все они были погассеттами.

## Комментарии
1. ↑  В состав резервации входит часть населённого пункта